# Tipula oleracea
Tipula oleracea (la típula d'hort o típula de la col) és una espècie de dípter nematòcer de la família de les tipúlids que habita a tota la zona paleàrtica i neàrctica.

## Sinònims
- Tipula pratensis De Geer, 1776
- Tipula submendosa Tjeder, 1941